# Perdita rufescens
Perdita rufescens är en biart som beskrevs av Timberlake 1968. Perdita rufescens ingår i släktet Perdita och familjen grävbin. Inga underarter finns listade i Catalogue of Life.